# Шон Лонгстафф
Шон Девід Лонгстафф (англ. Sean David Longstaff; 30 жовтня 1997, Норт-Шилдс, Тайн-енд-Вір, Англія) — англійський футболіст, центральний півзахисник клубу «Ньюкасл Юнайтед».

## Клубна кар'єра
Вихованець молодіжної академії клубу «Ньюкасл Юнайтед». У січні 2017 року вирушив в оренду в шотландський «Кілмарнок». У частині сезону, що залишилася, провів 16 матчів у Прем'єр-лізі Шотландії.
У липні 2017 року вирушив в оренду у «Блекпул» з Першої ліги. У сезоні 2017/18 провів за клуб 45 матчів та забив 9 м'ячів в усіх турнірах.
29 серпня 2018 року дебютував в основному складі «Ньюкасл Юнайтед» у матчі Кубка Футбольної ліги проти «Ноттінгем Форест» (1:3). 3 грудня 2018 року Лонгстафф підписав із «Ньюкаслом» новий чотирирічний контракт. 26 грудня 2018 року Шон дебютував за «сорок» у Прем'єр-лізі в матчі проти «Ліверпуля», вийшовши на заміну замість Кенеді. 26 лютого 2019 року забив свій перший гол у Прем'єр-лізі в матчі проти «Бернлі». На початку березня 2019 року отримав травму зв'язок коліна, через що пропустив залишок сезону.
31 січня 2023 року він зробив дубль у матчі проти «Саутгемптона» (2:1) матчі-відповіді півфіналу Кубка ліги і допоміг своїй команді вийти фіналу вперше з 1999 року. У фіналі Шон зіграв перший тайм проти «Манчестер Юнайтед», після чого був замінений на Александра Ісака, але його команда поступилась 0:2 і не здобула трофей.
3 лютого 2024 року зробив свій перший «дубль» в Прем'єр-лізі в матчі проти «Лутон Тауна».

## Особисте життя
Молодший брат Шона, Метті також є гравцем «Ньюкасл Юнайтед». Їхній батько Девід — колишній британський хокеїст і двоюрідний брат колишнього гравця збірної Англії Алана Томпсона.

## Титули і досягнення

### Клубні
- Володар Кубка Футбольної ліги (1):

«Ньюкасл Юнайтед»: 2024-25